# Philogaeus echimys
Philogaeus echimys är en spindelart som beskrevs av Cândido Firmino de Mello-Leitão 1943. Philogaeus echimys ingår i släktet Philogaeus och familjen krabbspindlar. Inga underarter finns listade i Catalogue of Life.